# アポマトックス郡 (バージニア州)
アポマトックス郡（英: Appomattox County）は、アメリカ合衆国バージニア州の中央部に位置する郡である。2010年国勢調査での人口は14,973人であり、2000年の13,705人から9.3%増加した。郡庁所在地はアポマトックス町（人口1,733人）であり、同郡で人口最大の町でもある。長くドライ郡（禁酒郡）だったが、近年、アルコール飲料の販売を認める法が成立した。
アポマトックス郡はリンチバーグ大都市圏に属している。

## 歴史
アポマトックス郡は1845年に、バッキンガム郡、プリンスエドワード郡、キャンベル郡、シャーロット郡のそれぞれ一部を合わせて設立された。郡名は、アポマトックス川から採られた。
アポマトックス郡は、南北戦争の最後の主要な戦域として名を残している（アポマトックス方面作戦参照）。西方へ撤退しようとする南軍のロバート・E・リー将軍と、これを追撃する北軍のユリシーズ・グラント将軍の一連の最後の戦いが行われた（アポマトックス駅の戦い、アポマトックス・コートハウスの戦い）。1865年4月9日、リー将軍とグラント将軍は、当時郡庁（コートハウス）が置かれていたアポマトックス・コートハウス集落にあったウィルマー・マクリーンの家で会見し、リーは降伏した。南北戦争の終わりの始まりとなったこの場所は、「アポマトックス・コートハウス国立歴史公園」  (Appomattox Court House National Historical Park) として記念されている。

## 地理
アメリカ合衆国国勢調査局に拠れば、郡域全面積は335平方マイル (867.6 km2)であり、このうち陸地334平方マイル (865.1 km2)、水域は1平方マイル (2.6 km2)で水域率は0.31%である。

### 主要高規格道路
- アメリカ国道60号線
- アメリカ国道460号線
- バージニア州道24号線
- バージニア州道26号線
- バージニア州道47号線
- バージニア州道131号線

### 隣接する郡
- ネルソン郡 - 北
- バッキンガム郡 - 北東
- プリンスエドワード郡 - 南東
- シャーロット郡 - 南
- キャンベル郡 - 南西
- アマースト郡 - 北西

### 国立保護地域
- アポマトックス・コートハウス国立歴史公園

## 人口動態

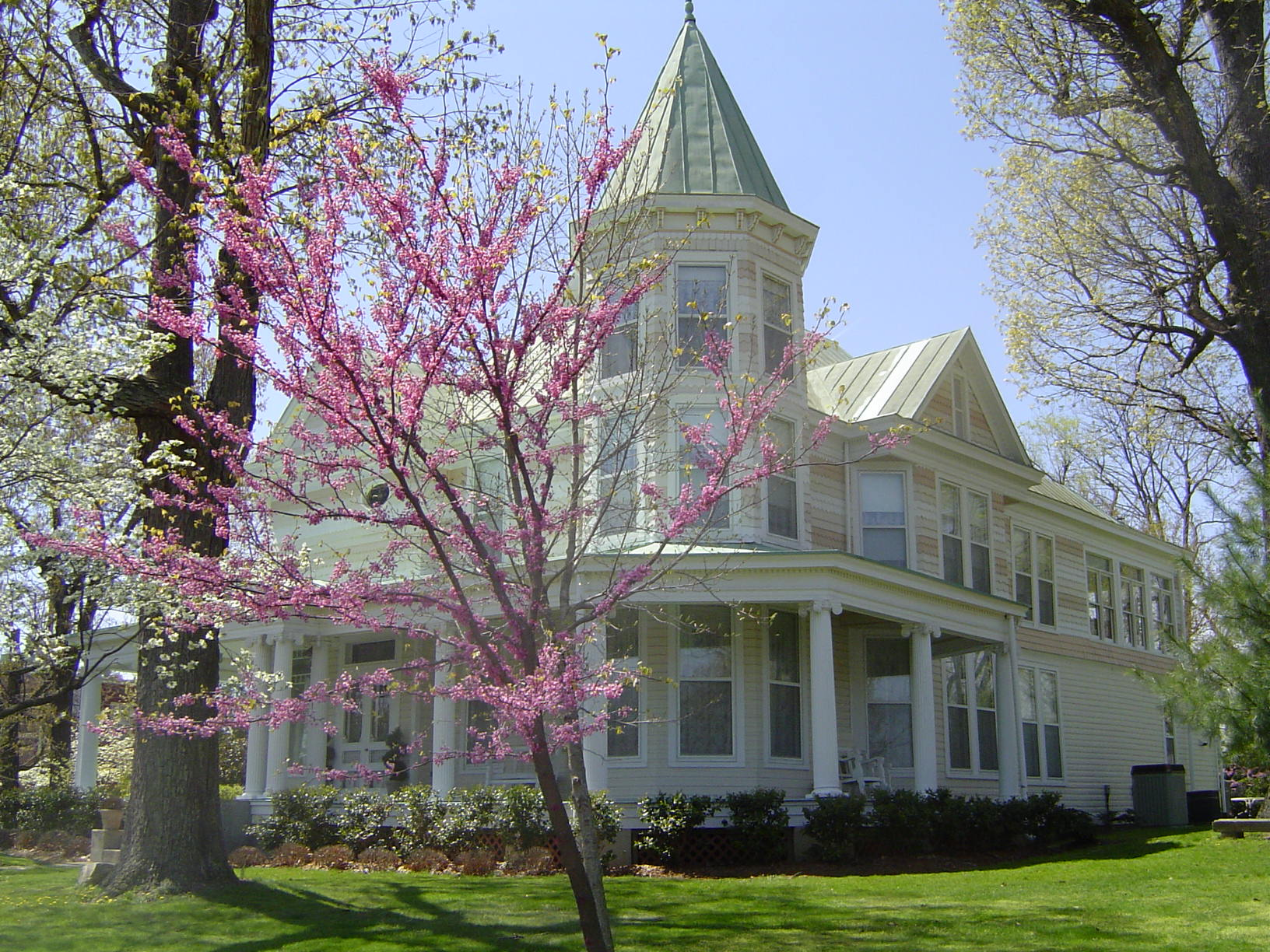
アポマトックスにあるネブラスカ・ハウス

以下は2000年国勢調査による人口統計データである。
| 基礎データ - 人口: 13,705人 - 世帯数: 5,322 世帯 - 家族数: 4,012 家族 - 人口密度: 16人/km2（41人/mi2） - 住居数: 5,828軒 - 住居密度: 7軒/km2（18軒/mi2） 人種別人口構成 - 白人: 75.94% - アフリカン・アメリカン: 22.91% - ネイティブ・アメリカン: 0.13% - アジア人: 0.17% - 太平洋諸島系: 0.02% - その他の人種: 0.26% - 混血: 0.56% - ヒスパニック・ラテン系: 0.47% 年齢別人口構成 - 18歳未満: 24.7% - 18-24歳: 7.1% - 25-44歳: 27.8% - 45-64歳: 25.6% - 65歳以上: 14.8% - 年齢の中央値: 39歳 - 性比（女性100人あたり男性の人口） - 総人口: 94.8 - 18歳以上: 91.1 | 世帯と家族（対世帯数） - 18歳未満の子供がいる: 32.2% - 結婚・同居している夫婦: 59.7% - 未婚・離婚・死別女性が世帯主: 11.5% - 非家族世帯: 24.6% - 単身世帯: 21.3% - 65歳以上の老人1人暮らし: 10.0% - 平均構成人数 - 世帯: 2.55人 - 家族: 2.94人 収入と家計 - 収入の中央値 - 世帯: 36,507米ドル - 家族: 41,563米ドル - 性別 - 男性: 31,428米ドル - 女性: 21,367米ドル - 人口1人あたり収入: 18,086米ドル - 貧困線以下 - 対人口: 11.4% - 対家族数: 8.7% - 18歳未満: 14.1% - 65歳以上: 21.5% |

## 町
- アポマトックス - 郡庁所在地
- パンプリンシティ